# Enkelejda Shehu
Enkelejda „Enka” Shehu, właściwie Enkelejda Shehaj Bekurti (ur. 23 stycznia 1969 w Tiranie) – albańska strzelczyni sportowa specjalizująca się w strzelaniu z pistoletu, trzykrotna olimpijka (Barcelona, Atlanta, Rio de Janeiro).

## Życiorys
Albanka zaczęła uprawiać sport w 1987 roku. Jest praworęczna, mierzy z broni prawym okiem.

## Przebieg kariery
W zawodach rangi międzynarodowej zadebiutowała w 1991 roku. Strzelczyni brała udział w zawodach Pucharu Świata w Zurychu i ukończyła je na 4. pozycji z dorobkiem 582 punktów (97 pkt w finale). Ponadto wzięła udział w igrzyskach śródziemnomorskich, w konkurencji strzelania z pistoletu sportowego zdobyła brązowy medal. Rok później zaliczyła pierwszy w karierze start w letnich igrzyskach olimpijskich, w ramach olimpijskich zmagań w Barcelonie wzięła udział w konkurencji pistolet sportowy 25 m. Zajęła 14. pozycję, uzyskując rezultat 575 punktów.
W 1994 zadebiutowała w mistrzostwach świata. Startowała w konkurencji strzelania z pistoletu z 25 m i zajęła 11. pozycję z wynikiem 576 punktów, natomiast w konkurencji pistolet pneumatyczny 10 m była na 35. pozycji z rezultatem 374 punktów. W latach 1995–1996 startowała w mistrzostwach Europy, ale zarówno w Zurychu, jak i w Budapeszcie nie wywalczyła medalu.
W 1996 wystartowała w letnich igrzyskach olimpijskich, podczas których uczestniczyła w dwóch konkurencjach strzeleckich – pistolet pneumatyczny 10 m oraz pistolet sportowy 25 m. W pierwszej z wymienionych konkurencji była na 21. pozycji z wynikiem 377 punktów, w drugiej zaś uplasowała się na 15. pozycji z wynikiem 576 punktów.
Ostatnie starty w zawodach międzynarodowych z udziałem Albanki miały miejsce w 2000 roku, wówczas strzelczyni brała udział w dwóch konkursach Pucharu Świata. Powróciła jednak do uprawiania tego sportu w 2014 roku, startując m.in. w mistrzostwach świata w Grenadzie. 
W 2016 jako reprezentantka Stanów Zjednoczonych, wystartowała w olimpijskich konkurencjach pistolet pneumatyczny 10 m i pistolet sportowy 25 m. W konkurencji strzelania z pistoletu pneumatycznego zawodniczka uplasowała się na 40. pozycji z dorobkiem 372 punktów, w konkurencji strzelania z pistoletu sportowego zaś znalazła się na 33. pozycji z dorobkiem 567 punktów.